# مساعدة على الطريق
المساعدة على الطريق والمعروفة أيضًا باسم المساعدة في أعطال المركبات، هي خدمة تساعد سائقي السيارات أو راكبي الدراجات النارية أو الدراجات الهوائية الذين عانت مركباتهم من عطل مكني لا يمكن للسائق حله أو منعهم من نقل السيارة نقلًا معقولًا أو فعالًا إلى ورشلة التصليح والصيانة يستجيب موظفو المساعدة على الطريق لمكالمات الخدمة لفحص السيارة ومحاولة إجراء الإصلاحات المناسبة. يمكن للسائقين في بعض الدول الاشتراك في تأمين يتيح لهم الاتصال بموظفين يأتون للمساعدة مكان عطل سيارتهم.

## المساعدة
قد تشمل أعمال إزالة الأعطال تشبيب السيارة، وتشخيص وإصلاح المشكلة التي تسببت في العطل، وقَطْر مركبة أو جرها، والمساعدة في تغيير إطار مثقوب، وتوفير كمية صغيرة من الوقود عند نفاده من المركبة، وسحب مركبة عالقة في الثلج أو يساعد الأشخاص الذين حُجزوا خارج سياراتهم.